# Mistrzostwa Włoch w rugby union kobiet (2014/2015)
Mistrzostwa Włoch w rugby union kobiet (2014/2015) – dwudziesta czwarta edycja zarządzanej przez Federazione Italiana Rugby najwyższej klasy rozgrywkowej w kobiecym rugby union we Włoszech, a trzydziesta pierwsza ogółem. Zawody odbywały się w dniach 5 października 2014 – 23 maja 2015 roku. Tytułu mistrzowskiego zdobytego w poprzednim sezonie broniła drużyna ASD Rugby Monza.
Finał został rozegrany w Parmie, a swój pierwszy tytuł zdobyła drużyna Valsugana Padova.

## System rozgrywek
Rozgrywki zostały przeprowadzone według systemu z poprzedniego sezonu. Rozgrywki ligowe prowadzone były w pierwszej fazie systemem kołowym według modelu dwurundowego w okresie jesień-wiosna, a uczestniczące drużyny zostały podzielone na dwie grupy. Druga faza rozgrywek obejmowała mecze systemem pucharowym o mistrzostwo kraju. Do półfinałów bezpośrednio awansowali zwycięzcy grup, zaś o pozostałe dwa miejsce rywalizowały drużyny z miejsc drugich i trzecich. Finał odbył się na neutralnym stadionie.

## Faza grupowa

### Grupa A
| 05-10-2014 | 1 ⇐ kolejka ⇒ 8               | 14-12-2014 |
| ---------- | ----------------------------- | ---------- |
| 0-45       | CUS Torino-Riviera del Brenta | 0-67       |
| 54-3       | Padova-Rugby Casale           | 69-0       |
| 10-45      | Colorno-Rugby Monza           | 5-26       |

| 02-11-2014 | 4 ⇐ kolejka ⇒ 11                | 18-01-2015 |
| ---------- | ------------------------------- | ---------- |
| 0-55       | Rugby Casale-Rugby Monza        | 0-102      |
| 10-25      | Riviera del Brenta-Red Panthers | 15-12      |
| 5-20       | CUS Torino-Colorno              | 5-64       |

| 30-11-2014 | 7 ⇐ kolejka ⇒ 14        | 12-04-2015 |
| ---------- | ----------------------- | ---------- |
| 24-8       | Red Panthers-Colorno    | 26-19      |
| 8-12       | Rugby Monza-Padova      | 10-15      |
| 27-0       | Rugby Casale-CUS Torino | 50-0       |

| 12-10-2014 | 2 ⇐ kolejka ⇒ 9           | 21-12-2014 |
| ---------- | ------------------------- | ---------- |
| 33-3       | Rugby Monza-Red Panthers  | 43-20      |
| 5-29       | Rugby Casale-Colorno      | 12-36      |
| 0-5        | Riviera del Brenta-Padova | 10-16      |

| 09-11-2014 | 5 ⇐ kolejka ⇒ 12               | 25-01-2015 |
| ---------- | ------------------------------ | ---------- |
| 0-11       | Colorno-Padova                 | 12-23      |
| 48-0       | Red Panthers-CUS Torino        | 55-0       |
| 35-0       | Rugby Monza-Riviera del Brenta | 29-11      |

| 19-10-2014 | 3 ⇐ kolejka ⇒ 10           | 11-01-2015 |
| ---------- | -------------------------- | ---------- |
| 0-20       | Padova-CUS Torino          | 63-0       |
| 7-25       | Colorno-Riviera del Brenta | 15-27      |
| 26-0       | Red Panthers-Rugby Casale  | 58-5       |

| 16-11-2014 | 6 ⇐ kolejka ⇒ 13                | 29-03-2015 |
| ---------- | ------------------------------- | ---------- |
| 20-0       | Riviera del Brenta-Rugby Casale | 29-15      |
| 0-98       | CUS Torino-Rugby Monza          | 0-111      |
| 21-10      | Padova-Red Panthers             | 9-5        |

### Grupa B
| 05-10-2014 | 1 ⇐ kolejka ⇒ 8   | 14-12-2014 |
| ---------- | ----------------- | ---------- |
| 26-5       | L’Aquila-Frascati | 0-22       |
| 43-0       | Red & Blu-Umbria  | 10-5       |
| 10-17      | Bologna-Benevento | 5-17       |

| 02-11-2014 | 4 ⇐ kolejka ⇒ 11   | 18-01-2015 |
| ---------- | ------------------ | ---------- |
| 19-5       | Benevento-L’Aquila | 13-0       |
| 8-7        | Umbria-Bologna     | 5-8        |
| 17-5       | CUS Roma -Frascati | 17-14      |

| 30-11-2014 | 7 ⇐ kolejka ⇒ 14    | 12-04-2015 |
| ---------- | ------------------- | ---------- |
| 24-17      | Umbria-L’Aquila     | 10-12      |
| 5-15       | Frascati-Red & Blu  | 0-12       |
| 15-17      | CUS Roma -Benevento | 7-32       |

| 12-10-2014 | 2 ⇐ kolejka ⇒ 9     | 21-12-2014 |
| ---------- | ------------------- | ---------- |
| 22-10      | CUS Roma -L’Aquila  | 26-12      |
| 5-39       | Benevento-Red & Blu | 13-12      |
| 29-7       | Frascati-Bologna    | 17-24      |

| 09-11-2014 | 5 ⇐ kolejka ⇒ 12   | 25-01-2015 |
| ---------- | ------------------ | ---------- |
| 0-58       | Bologna-Red & Blu  | 0-64       |
| 18-14      | Frascati-Benevento | 0-20       |
| 10-34      | Umbria-CUS Roma    | 8-0        |

| 19-10-2014 | 3 ⇐ kolejka ⇒ 10   | 11-01-2015 |
| ---------- | ------------------ | ---------- |
| 7-25       | L’Aquila-Red & Blu | 5-29       |
| 0-25       | Bologna-CUS Roma   | 5-17       |
| 15-7       | Frascati-Umbria    | 10-5       |

| 16-11-2014 | 6 ⇐ kolejka ⇒ 13   | 29-03-2015 |
| ---------- | ------------------ | ---------- |
| 14-3       | L’Aquila-Bologna   | 5-25       |
| 15-7       | Red & Blu-CUS Roma | 31-10      |
| 43-0       | Benevento-Umbria   | 34-3       |

## Faza pucharowa

### Baraże o półfinał
| 26 kwietnia 2015 | Valsugana Padova | 94:0 | CUS Roma |  |
| 26 kwietnia 2015 |                  | 94:0 |          |  |

| 26 kwietnia 2015 | Benevento | 15:42 | Red Panthers |  |
| 26 kwietnia 2015 |           | 15:42 |              |  |

### Półfinały
| 3 maja 2015 | Red Panthers | 12:27 | Monza |  |
| 3 maja 2015 |              | 12:27 |       |  |

| 3 maja 2015 | Valsugana Padova | 46:0 | Red & Blu |  |
| 3 maja 2015 |                  | 46:0 |           |  |

| 10 maja 2015 | Monza | 39:10 | Red Panthers |  |
| 10 maja 2015 |       | 39:10 |              |  |

| 10 maja 2015 | Red & Blu | 21:65 | Valsugana Padova |  |
| 10 maja 2015 |           | 21:65 |                  |  |

### Finał
| 23 maja 2015 | Monza | 5:9 | Valsugana Padova | Stadio XXV Aprile, Parma Sędzia: Clara Munarini |
| 23 maja 2015 |       | 5:9 |                  | Stadio XXV Aprile, Parma Sędzia: Clara Munarini |